# Péguy Luyindula
Péguy Makanda Luyindula (Kinsasa, Zaire, 25 de mayo de 1979) es un exfutbolista congoleño nacionalizado francés. Jugaba de delantero o mediapunta. Fue director deportivo del Dijon Football Côte d'Or durante el año 2020.

## Selección nacional
Luyindula fue internacional con la selección de fútbol de Francia, habiendo disputando 6 partidos y marcando un gol.

## Clubes
| Club                      | País           | Año       |
| ------------------------- | -------------- | --------- |
| Chamois Niortais F. C.    | Francia        | 1997-1998 |
| R. C. Estrasburgo         | Francia        | 1998-2001 |
| Olympique Lyon            | Francia        | 2001-2004 |
| Olympique Marsella        | Francia        | 2004-2007 |
| AJ Auxerre (cedido)       | Francia        | 2005-2006 |
| Levante U. D. (cedido)    | España         | 2006-2007 |
| París Saint-Germain F. C. | Francia        | 2007-2012 |
| New York Red Bulls        | Estados Unidos | 2013-2015 |

## Palmarés

### Títulos nacionales
| Título                     | Club                      | País           | Año     |
| -------------------------- | ------------------------- | -------------- | ------- |
| Copa de Francia            | R. C. Estrasburgo         | Francia        | 2000-01 |
| Division 1                 | Olympique de Lyon         | Francia        | 2001-02 |
| Supercopa de Francia       | Olympique de Lyon         | Francia        | 2002    |
| Ligue 1                    | Olympique de Lyon         | Francia        | 2002-03 |
| Supercopa de Francia       | Olympique de Lyon         | Francia        | 2003    |
| Ligue 1                    | Olympique de Lyon         | Francia        | 2003-04 |
| Copa de la Liga de Francia | París Saint-Germain F. C. | Francia        | 2007-08 |
| Copa de Francia            | París Saint-Germain F. C. | Francia        | 2009-10 |
| MLS Supporters' Shield     | New York Red Bulls        | Estados Unidos | 2013    |